# Parapallene invertichelata
Parapallene invertichelata är en havsspindelart som beskrevs av Arnaud, F. och C.A. Child 1988. Parapallene invertichelata ingår i släktet Parapallene och familjen Callipallenidae. Inga underarter finns listade i Catalogue of Life.